# Focke-Wulf Fw 30
Le Focke-Wulf Fw 30 Heuschrecke (sauterelle) était un autogire fabriqué en Allemagne durant l'entre-deux-guerres par la société Focke-Wulf.